# TAT European Airlines
Transport Aérien transrégional foi uma companhia aérea regional francesa. Foi formada em 1968 como Air Transport Touraine (TAT) por M. Marchais. Em 1989 a Air France adquiriu uma participação minoritária na companhia. Entre 1993 e 1996 a empresa foi adquirida gradualmente pela British Airways. Ela posteriormente se fundiu com a Air Liberté. O mesclada entidade foi vendida para o Grupo Swissair em 2001, que por sua vez se fundiu com a AOM French Airlines.